# Pierre Nguyên Văn Nhon
Pierre Nguyên Văn Nhon (n. Đà Lạt, Vietnam, 1 de abril de 1938) es un cardenal y arzobispo católico vietnamita.

## Biografía
Pierre Nguyễn Văn Nhon nació el 1 de abril de 1938 en Đà Lạt, capital de la provincia de Lâm Đồng, en Vietnam. Además de él, su familia, profundamente creyente de muchas generaciones, está compuesta por seis entre hermanos y hermanas. El ser católicos en aquel período, y sobre todo en los años posteriores, fue un grave riesgo: de hecho, después del final de la guerra de Indochina contra Francia, Vietnam se dividió en dos: Vietnam del Norte, bajo la influencia comunista, y Vietnam del Sur, influenciado por occidente. El Norte dio vida a una persecución contra los cristianos, forzando a huir a casi 800.000 hacia el Sur.

### Formación y sacerdocio
Después de haber completado sus estudios primarios en su ciudad natal, decidió seguir su vocación al sacerdocio, por lo que el 26 de octubre de 1949, a la edad de once años, entró en el seminario menor de San José en Saigón. En 1958 se inscribió en el seminario mayor de San Pío X en Đà Lạt, donde permaneció estudiando durante diez años, hasta 1968, en el contexto de la sangrienta guerra de Vietnam. Fue ordenado sacerdote el 21 de diciembre de 1967 para la diócesis de Ðà Lat, por monseñor Simon Hoa Nguyên-van Hien, obispo diocesano.
El mismo obispo lo nombró profesor en el seminario menor de la diócesis, rol que desempeñó de 1968 a 1972. Después ejerció por los tres años sucesivos como rector del seminario mayor de la misma ciudad. El 1 de abril de 1975, día de su trigésimo séptimo cumpleaños, se convirtió en párroco de la catedral de Đà Lat, y el 10 septiembre sucesivo se convirtió en vicario general de la diócesis. El mismo año, después del retiro de las tropas estadounidenses del país, los vietcong conquistaron Vietnam del Sur entrando en la ciudad de Saigón y rebautizándola como Hô Chí Minh.

## Episcopado

### Obispo Coadjutor de Dà Lat
El 11 de octubre de 1991 el papa Juan Pablo II lo nombró Obispo coadjutor de la diócesis de Ðà Lat. 
Su consagración episcopal tuvo lugar el 3 de diciembre siguiente, en la catedral de San Nicolás de Bari, a manos de monseñor Barthélémy Nguyễn Son Lâm, obispo de la misma diócesis, asistido por monseñor Paul Nguyên Van Hòa, obispo de Nha Trang, y por monseñor Nicolas Huỳnh Văn Nghi, obispo de Phan Thiêt. Como su lema episcopal el nuevo obispo eligió Illum oportet crescere que traducido significa "Él debe crecer". 

### Obispo de Dà Lat
El 23 de marzo de 1994, tras la transferencia del obispo Son Lâm a la sede de Thanh Hóa, le sucedió como obispo de Đà Lạt. Dentro de la Conferencia Episcopal de Vietnam (CEVN) ha presidido la comisión para los laicos de 1992 a 1995, y después de haber participado en el Sínodo de los obispos de Asia de 1998, fue vicesecretario general de la misma de 1998 a 2001. En 2007 fue elegido en calidad de presidente de la CEVN, rol que ha desempeñado hasta 2013, cuando se hizo cargo monseñor Paul Bùi Văn Đoc.

### Arzobispo Coadjutor de Hanói y posterior Arzobispo de Hanói
El 22 de abril de 2010 el Papa Benedicto XVI lo nombró Arzobispo Coadjutor de la arquidiócesis de Hanói a causa del mal estado de salud de monseñor Joseph Ngô Quang Kiêt, que tuvo una estancia prolongada en Roma para recibir tratamiento médico. 
Siendo el arzobispo Ngô Quang Kiệt indigerible al gobierno vietnamita, hubo fuertes presiones para su reemplazo ya desde 2009. También por esto la Santa Sede decidió nombrar a una persona más conciliante para guiar la arquidiócesis, y la encontró en la persona de monseñor Văn Nhon. Después, en menos de un mes, al 13 de mayo siguiente, el papa Ratzinger aceptó la dimisión del arzobispo y automáticamente el coadjutor tomó el cargo de obispo metropolitano de Hà Nôi. El 29 de junio del mismo año, día de la solemnidad de los Santos Pedro y Pablo, recibió el palio de manos de Benedicto XVI, símbolo de comunión entre el arzobispo y la Santa Sede, en la Basílica de San Pedro.
Uno de los temas más defendidos por monseñor Văn Nhon es el de la lucha por la devolución de algunos bienes inmobiliarios eclesiásticos requisados por el régimen comunista en los años cincuenta, y lo ha demostrado en una entrevista afirmando que: "La Iglesia pide que les sean devueltos no para sí misma, por voluntad de acaparamiento y de enriquecimiento, solamente para asegurarse que sean usados a beneficio de todo el pueblo". Sobre el caso de un monasterio carmelita de Hanói, demolido para construir en su lugar un hospital, escribió al primer ministro vietnamita Nguyễn Tấn Dũng y a los jefes de la administración ciudadana para reiterar que la arquidiócesis no había nunca devuelto al Estado ninguno de los 95 edificios de su propiedad dispersos por la ciudad y hoy son utilizados por instituciones públicas.

## Cardenalato
El 4 de enero de 2015, después del ángelus domenical, el papa Francisco anunció quererlo crear cardenal en el consistorio celebrado en la Basílica de San Pedro el siguiente 14 de febrero, en la que le fueron concedidos el anillo, la birreta cardenalicia y el título cardenalicio de Santo Tomás Apóstol, instituido en la misma ceremonia.
El 17 de marzo de 2015 fue nombrado miembro de la Congregación para la Evangelización de los Pueblos y del Pontificio Consejo para la Justicia y la Paz.